# Comp Ace
Monthly Comp Ace (月刊コンプ エース?, Gekkan Konpu Eesu, anche chiamato Monthly Comptiq Ace) è una rivista giapponese di manga shōnen e seinen pubblicata da Kadokawa Shoten, che si occupa anche di videogiochi.

## Manga
- Aiyoku no Eustia
- Alice Quartet Obbligato
- Ao no kanata no four rhythm
- AR Forgotten summer
- Battle Cinder-Ella-
- BOFURI
- Canvas 2 ~Niji Iro no Sketch~
- Code Geass - Knightmare of Nunnally
- Ebiten: Kōritsu Ebisugawa Kōkō Tenmon-Bu
- Eve ～new generation～
- Festa!! -Hyper Girls Pop-
- Frame Arms Girl: Lab Days
- H2O ~Footprints in the Sand~
- Hibiki's Magic
- Higurashi no naku koro ni
- HR
- Idolmaster: Xenoglossia
- Little Busters!
- Lucky ☆ Star
- Mashiroiro Symphony -Love is pure white-
- Mashiroiro Symphony -Wind of silk-
- Melty Blood
- Miniten ~Happy Project~
- Overlord
- Rental Magica from Solomon
- Saga of Tanya the Evil[1]
- Sakura no Uta
- School Days
- Strange and Bright Nature Deity
- The Wrong Way to Use Healing Magic[2]
- Tick! Tack! Never say goodbye
- Tsuyokiss
- Utsuutsuhi de Onikki
- VTuber Legend: How I Went Viral after Forgetting to Turn Off My Stream